# Hendersonkarekiet
De hendersonkarekiet (Acrocephalus taiti) is een zangvogel uit de familie Acrocephalidae (rietzangers).

## Verspreiding
Deze vogel is endemisch op het onbewoonde eiland Henderson van de Pitcairneilanden.

## Status
De grootte van de populatie is in 2019 geschat op 4000-8600 volwassen vogels. Omdat het verspreidingsgebied erg klein is is er gevaar voor uitsterven. Op de Rode lijst van de IUCN heeft deze soort daarom de status kwetsbaar.